# Огледало на света
„Огледало на света“ (Hayell Achkharl) е месечно илюстровано списание в България на арменски език.
Списанието излиза в периода март – август 1937 г. в София. То представя обзор на всемирното движение. Отговорен редактор и собственик е Кеворк Месроб. Отпечатва се в печатница „Рахвира“.